# Brede Å
Brede Å er en sønderjysk å der løber ud i Vadehavet gennem Ballum Sluse. Åen kaldes Brede Å fra Løgumkloster, og dens fortsættelse Lobæk udspringer et pænt stykke øst for denne by. Vest for Løgumkloster passerer åen på sin vej mod havet blandt andet Bredebro. Den er ca. 48 km lang, deraf ca. 21 km på den strækning, hvor den hedder Brede Å. 
Som andre af vestkystens åer blev også Brede Å udsat for regulering (1957-60) af hensyn til landbrugets mulighed for bedre at udnytte de frodige arealer nær åen. Dele af åens oprindelige løb er senere blevet retableret (1987-88), særligt området mellem Løgumkloster og Bredebro samt Lobæk.
Åen har et rigt dyreliv og virker blandt andet som gydeplads for laks og havørred, men også ål, snæbel, gedde og stalling lever der. Rekreativt anvendes åen derfor blandt andet til lystfiskeri.
- Brede Ås udløb i Vadehavet